# Gabriele Von Gimborn

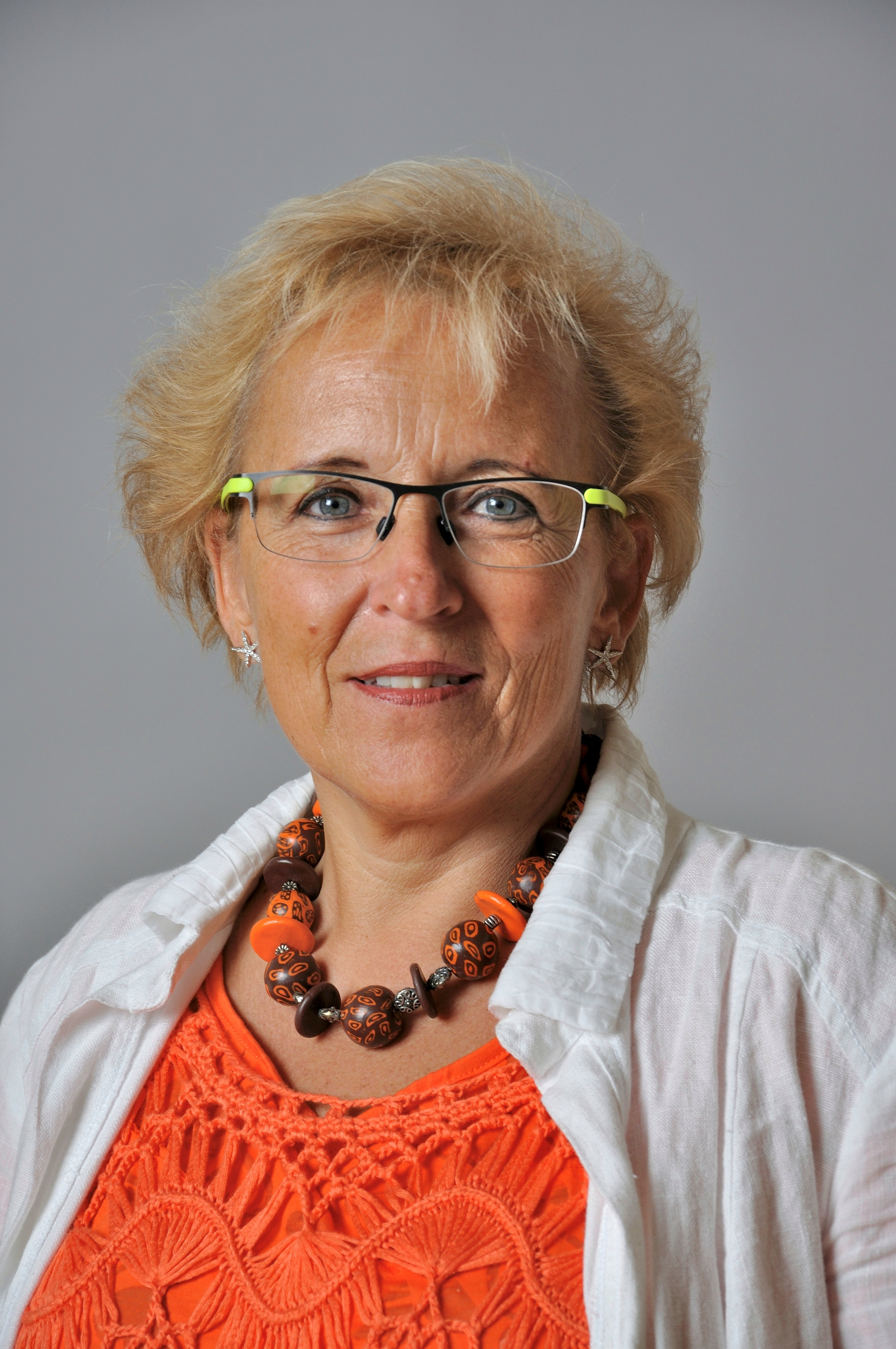
Gabriele Von Gimborn (2013)

Gabriele Von Gimborn (* 19. Oktober 1959 in Wien als Gabriele Strebinger) ist eine österreichische Ärztin und Politikerin. Von 2013 bis 2018 war sie für das Team Stronach Abgeordnete zum Landtag von Niederösterreich.

## Ausbildung und Beruf
Von Gimborn besuchte nach der Volksschule ein Gymnasium und studierte Medizin an der Universität Wien. 1984 wurde sie zur Dr. med. promoviert. Sie absolvierte danach von 1985 bis 1988 die Turnusausbildung in Schladming und Baden und war danach von 1988 bis 1990 als praktische Ärztin am Rehabilitationszentrum für neurologische und rheumatologische Erkrankungen und Bewegungsstörungen in Laab im Walde aktiv. Seit 1991 praktiziert sie als Allgemeinmedizinerin in eigener Praxis. Während ihrer beruflichen Tätigkeit absolvierte Von Gimborn zahlreiche Zusatzausbildungen. So erwarb sie 1997 ihr Abschlussdiplom der Osteopathie, nahm an einer Kinderosteopathieausbildung teil und bildete sich in diesem Bereich auch in London an der OCC für Kinderosteopathie und im Krankenhaus für Frühgeburten weiter. Des Weiteren machte sie 1990 eine Neuraltherapieausbildung mit Abschlussdiplom, 1991 eine Physioenergetikausbildung in Wien sowie ebenfalls 1991 eine Bioresonanz und Allergieausbildung in Deutschland. Zudem bildete sie sich 1992 durch eine Matrix- und Vegasomausbildung, sowie durch eine Neural- und Psychokinesiologieausbildung weiter. Des Weiteren absolvierte sie 2005 eine Skasysausbildung in München und zwischen 2008 und 2009 eine Ausbildung in klinischer Hypnose an der Universität Wien. Als ihre beruflichen Schwerpunkte als Ärztin nennt Von Gimborn die Bereiche Osteopathie, Kinderosteopathie, Mentaltraining, ärztliche Kinesiologie und klinische Hypnose.
Von Gimborn hatte von 1997 bis 2001 eine Assistentenstelle mit Lehrtätigkeiten an der Wiener Schule für Osteopathie inne und koordiniert seit 1991 ein eigenes Zentrum für Schulmedizin, ganzheitlich orientierte Medizin, Wellness und Vorsorge. Seit 2009 ist sie Referentin der Niederösterreichischen Ärztekammer für Komplementärmedizin, dozierte an der Ersten Wiener Privatklinik für Osteopathiestudenten und unterrichtet auch Anatomie in der Body and Health Academy. Seit 2010 lehrt sie zudem in Faszienkursen an der Body & Health Academy. Sie war von 2011 bis 2013 Obfrau der Österreichischen Gesellschaft für Osteopathie (ÖGO), dessen wissenschaftlichem Beirat sie seither angehört.

## Politik
Von Gimborn wurde am 24. April 2013 für das Team Stronach (Kurzbezeichnung: FRANK) als Abgeordnete zum Landtag von Niederösterreich angelobt. Nach der Landtagswahl in Niederösterreich 2018 schied sie aus dem Landtag aus.
Zur Ärztekammerwahl in Niederösterreich am 1. April 2017 trat er als Kandidat auf der FPÖ-Liste Freiheitliche und Unabhängige Ärzte NÖ an.

## Privates
Von Gimborn ist verheiratet und Mutter zweier Söhne. Die Familie lebt in Baden bei Wien.
Nach eigenen Angaben stammen die Vorfahren ihres Mannes von der „deutsch-holländischen Grenze“. Demnach wurde Von Gimborn im Jahr 1899 vom preußischen Kriegsministerium als [niederländischer] Name bestätigt, der in Österreich im Juli 1950 durch die steiermärkische Landesregierung anerkannt wurde.